# Paul Butler (évêque)
Pour les articles homonymes, voir Paul Butler et Butler.
Paul Roger Butler, né le 18 septembre 1955 à Kingston upon Thames, est un ecclésiastique anglican britannique. Il est évêque suffragant de Southampton dans le diocèse de Winchester de 2004 à 2010, évêque de Southwell et Nottingham de 2010 à 2014 puis évêque de Durham de 2014 à 2024.

## Biographie

### Jeunesse et formation
Butler fait ses études à la Kingston Grammar School et obtient un BA en anglais et en histoire avec mention de l'Université de Nottingham en 1977. Il travaille pour la Universities and Colleges Christian Fellowship (UCCF) dans leur service de librairie (1978-1980) avant de suivre une formation pour le ministère au collège de Wycliffe Hall, à Oxford de 1980 à 1983.

### Ministère ordonné
Il est ordonné diacre à Petertide le 3 juillet 1983, puis prêtre le 1er juillet 1984, les deux fois par l'évêque Ronald Bowlby dans la cathédrale de Southwark. Il est vicaire entre 1983 et 1987 à All Saints with Holy Trinity à Wandsworth dans le diocèse de Southwark. Il rejoint ensuite la Ligue pour la lecture de la Bible pour devenir Inner London Evangelist en 1987, puis chef de mission adjoint de 1992 à 1994. Entre 1987 et 1994, il est également ministre non rémunéré à St Paul's East Ham dans le diocèse de Chelmsford.
Butler est ensuite nommé dans le diocèse de Chelmsford. Entre 1994 et 1997, il est prêtre en charge de l'église St.Mary's, Walthamstow avec St Stephen's et St Luke's, puis recteur de l'équipe de Walthamstow de 1997 à 2004. Il est également doyen de la région de Waltham Forest de 2000 à 2004 et est nommé chanoine honoraire de Byumba au Rwanda en 2001.

### Évêque
Butler est consacré par l'archevêque de Cantorbéry, Rowan Williams, à la cathédrale Saint-Paul le 24 juin 2004 puis installé à la cathédrale de Winchester le 4 juillet suivant comme évêque de Southampton. Il est aussi « défenseur des enfants » parmi les évêques de l'Église d'Angleterre et président du comité national de sauvegarde des églises.
Le 27 février 2010, il prend ses fonctions d'évêque de Southwell et Nottingham. En janvier 2014, il est nommé évêque de Durham et est installé à son poste le 22 février suivant. Comme ses prédécesseurs, il siège à la Chambre des lords en vertu de sa charge ecclésiastique,.
Butler est connu pour ses « promenades de prière » annuelles au cours desquelles il passe une semaine chaque année à se promener dans une partie de son diocèse en priant avec la population locale.
Lors des Lambeth Awards 2018 décernés par l'archevêque de Cantorbéry, Paul Butler reçoit le prix Hubert Walter pour la réconciliation et la coopération interconfessionnelle pour le service rendu à l'Église dans son rôle d'évêque principal pour la sauvegarde,,,.
Le 14 juillet 2023, il annonce sa prochaine démission qui devient effective le 29 février 2024.

## Vie personnelle
Il est administrateur de la Church Mission Society de 2000 à 2010 et son président de 2008 à 2010. Il se rend régulièrement au Rwanda, au Burundi et en Ouganda et s'est rendu au Natal, en Afrique du Sud en janvier 2011 dans le cadre d'une visite diocésaine.
Il sert également le YMCA à Forest (1995–2004), Southampton (2004–09), Nottingham (2010–13), Teesdale (2014-présent). En 2012, il est nommé président de la Scripture Union, l'association caritative pour laquelle il a travaillé de 1987 à 1994.
Il est un mécène du mouvement Scargill (qui exploite Scargill House) ainsi que de l'association caritative basée à Nottingham, la Ear Foundation.